# Освіта в Аргентині
Система освіти в Аргентині — сукупність освітніх служб і установ, які регулюються державою та забезпечують виконання права на освіту, закріпленого в статті 14 конституції країни. До цієї системи входять державні і приватні заклади, діяльність яких регулюється законом про національну освіту№ 26.206. 3 грудня 2014 року законом №27.045 до закону про національну освіту було внесено зміни, згідно з якими в Аргентині офіційно проголошено загальне обов'язкове навчання для дітей віком від 4 років сумарною тривалістю 14 років. 
Питаннями навчання займаються Міністерство освіти Аргентини, провінційні міністерства освіти, Федеральна рада освіти. За законом № 26.075 на фінансування освіти в Аргентині має виділятися не менше 6 % ВВП країни.
Навчальний рік в Аргентині триває з березня по грудень з тижнем канікул у липні.

## Характеристика

### Види і рівні
Аргентинська система освіти має 4 рівні і 8 різновидів. Рівні освіти:
1. дошкільна (ісп. Inicial) для дітей віком від 45 днів до 5 років включно, останні два роки є обов'язковими. Поділяється на:
  - ясла (ісп. Jardines Maternales) для дітей від 45 днів до 2 років включно
  - дитячі садки (ісп. Jardines de Infantes) для дітей віком від 3 до 5 років включно
2. початкова (ісп. Primaria) обов'язкова для дітей віком від 6 років, зазвичай триває 6 років
3. середня (ісп. Secundaria) обов'язкова для дітей, які закінчили курс початкової освіти, зазвичай триває 6 років
4. вища (ісп. Superior), яка поділяється на університетську і неуніверситетську

Різновиди освіти:
- професійно-технічна (ісп. Técnico Profesional)
- художня (ісп. Artística)
- спеціальна (ісп. Especial) для людей з особливими потребами
- постійна для юнаків і дорослих (ісп. Educación Permanente de Jóvenes y Adultos), щоб забезпечити право на освіту для дорослих, які з певних причин не змогли навчатися у належному для цього віці
- сільська (ісп. Rural)
- міжкультурна двомовна (ісп. Intercultural Bilingüe) для індіанців та мігрантів
- в установах позбавлення волі (ісп. en Contextos de Privación de Libertad)
- домашня і лікарняна (ісп. Domiciliaria y Hospitalaria)

За формою власності освіта може бути державною і приватною. Приватні навчальні заклади за законом можуть засновувати Католицька церква і зареєстровані релігійні організації, юридичні та фізичні особи. Навчання у державних навчальних закладах усіх рівнів є безкоштовним, приватні можуть визначати плату за навчання на свій розсуд. Близько 70 % аргентинських дітей навчаються у державних школах.
Викладена система освіти визначена федеральними законами Аргентини. Водночас уряди провінцій в рамках сформованої законодавством системи можуть встановлювати власні правила у цій галузі на місцях, через що в різних місцях країни організація освітньою процесу суттєво відрізняється.

### Статистика
| Статистика                | Статистика                | Статистика                | Статистика                |
| Освіта в Аргентині (2015) | Освіта в Аргентині (2015) | Освіта в Аргентині (2015) | Освіта в Аргентині (2015) |
| Рівень                    | Навчальних закладів       | Учнів                     | Працівників               |
| ------------------------- | ------------------------- | ------------------------- | ------------------------- |
| Дошкільні                 | 18 497                    | 1 733 374                 | 136 929                   |
| Початкові                 | 22 170                    | 4 550 365                 | 361 653                   |
| Середні                   | 11 763                    | 3 946 834                 | 192 236                   |
| Вищі                      | 2 239                     | 902 316                   | 29 544                    |
| Університети              | 130                       | 2 015 597                 | 171 421                   |

### Оцінювання
Аргентина не має загальнодержавної системи оцінювання, тому вибір системи, яку використовує конкретний навчальний заклад, здійснюється на розсуд його керівництва.
У початковій школі переважно використовується 5-рівнева система оцінювання: незадовільно, задовільно, добре, дуже добре, чудово. Оцінки також можуть виставлятися у числовій формі.
Оцінювання у середніх навчальних закладах Аргентини здійснюється здебільшого за 10-бальною шкалою:
- 10 — чудові знання
- 9 і 8 — дуже добрі знання
- 7 і 6 — добрі знання
- 5 і 4 — задовільні знання
- 3, 2, 1 — незадовільні знання

Також у деяких випадках використовується система заліків («Logrado» / «No logrado»), де оцінка за роботу не виставляється, а лише констатується факт її здачі.
У вищих навчальних закладах переважно використовується числова 10-бальна система оцінювання, де найменшою оцінкою є 4 або 7 в залежності від освітньої установи.

### Дошкільна освіта
Дошкільна освіта в Аргентині має такі рівні:
- ясла :
  - грудні малюки (від 45 днів до року)
  - діти від 1 до 2 років
  - діти 2 років
- дитячі садки:
  - діти 3 років
  - діти 4 років
  - діти 5 років

З 2014 року останні два роки дитячого садка є обов'язковим по всій Аргентині, у деяких провінціях обов'язковими є 3 роки дошкільного навчання.

### Початкова освіта

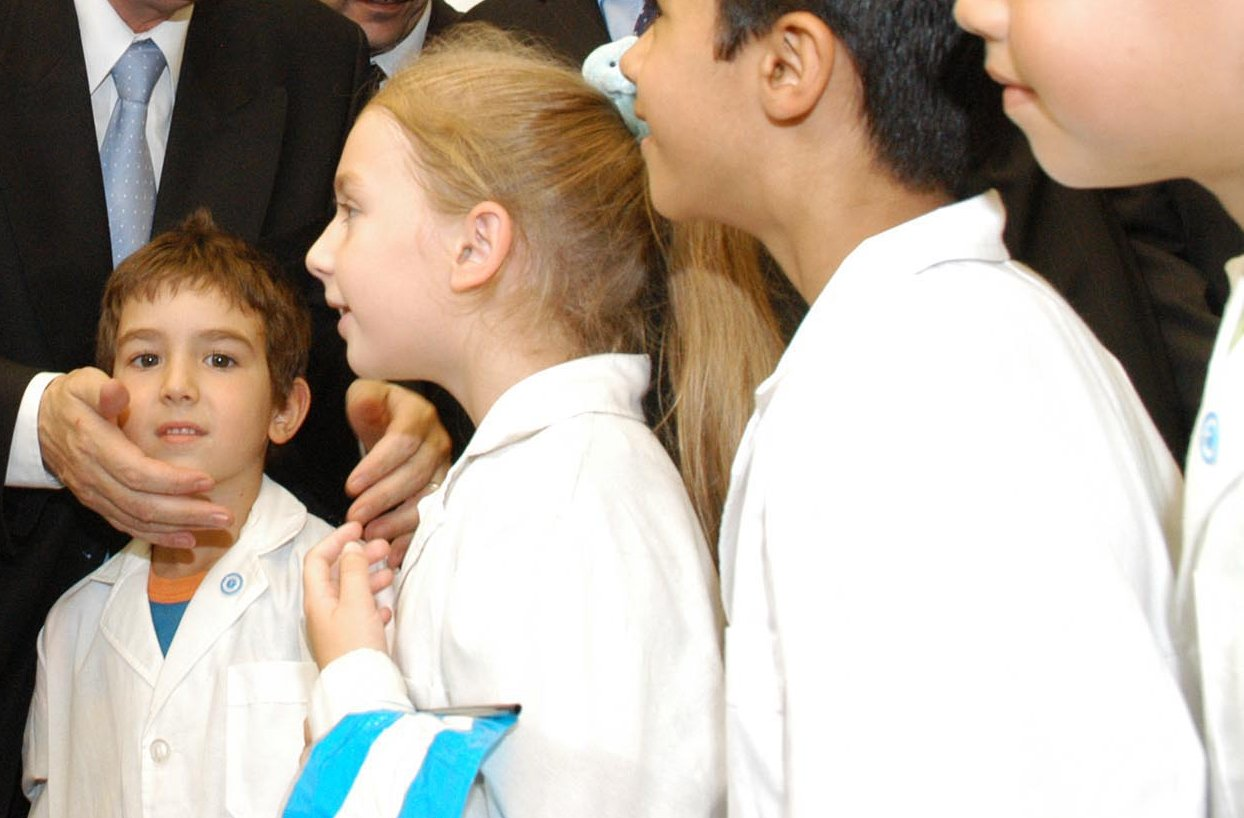
Шкільна форма

Початкова освіта в Аргентині обов'язкова для дітей віком від 6 років. Цей етап освіти поділяється на два або три цикли в залежності від провінції Аргентини. Структура 1-го типу (шестирічна, двоциклова) діє у провінціях Формоса, Тукуман, Катамарка, Сан-Хуан, Сан-Луїс, Кордова, Коррієнтес, Ентре-Ріос, Ла-Пампа, Буенос-Айрес, Чубут, Санта-Крус, Вогняна Земля. Структура 2-го типу (семирічна, трициклова) діє у провінціях Ріо-Негро, Неукен, Мендоса, Санта-Фе, Ла-Ріоха, Сантьяго-дель-Естеро, Чако, Місьйонес, Сальта, Жужуй, місті Буенос-Айрес.
| Структура 1-го типу | Структура 1-го типу | Структура 2-го типу | Структура 2-го типу | Вік учнів   |
| ------------------- | ------------------- | ------------------- | ------------------- | ----------- |
| Перший цикл         | Перший клас         | Перший цикл         | Перший клас         | 6-7 років   |
| Перший цикл         | Другий клас         | Перший цикл         | Другий клас         | 7-8 років   |
| Перший цикл         | Третій клас         | Перший цикл         | Третій клас         | 8-9 років   |
| Другий цикл         | Четвертий клас      | Другий цикл         | Четвертий клас      | 9-10 років  |
| Другий цикл         | П'ятий клас         | Другий цикл         | П'ятий клас         | 10-11 років |
| Другий цикл         | Шостий клас         | Третій цикл         | Шостий клас         | 11-12 років |
|                     |                     | Третій цикл         | Сьомий клас         | 12-13 років |

У початковій школі вивчають такі групи предметів:
- етичне і громадянське виховання
- фізичне виховання
- технологічна освіта
- мистецька освіта (обов'язкове вивчення як мінімум 2 дисциплін)
- математика
- рідна мова і література
- іноземна мова
- гуманітарні науки
- природничі науки
- сексуальна освіта (опціонально)
- релігійне виховання (опціонально)

Кількість академічних годин, відведених на вивчення кожної групи предметів, визначають уряди провінцій спеціальними законодавчими актами, зазвичай раз на кілька років.
У разі, якщо учень початкової школи має незадовільні успіхи у навчанні, його можуть залишити на другий рік для повторного проходження матеріалу.

### Середня освіта
Середня освіта в Аргентині обов'язкова для дітей, які закінчили курс початкової освіти. Цей етап освіти поділяється на два цикли:
1. Базова середня освіта, яка триває два-три роки
2. Орієнтована середня освіта (ОСО), яка триває три-чотири роки і має різні спеціалізації, які учень може обирати[6]:
  - гуманітарні науки
  - природничі науки
  - економіка й адміністрування
  - мови
  - сільське господарство і навколишнє середовище
  - зв'язок
  - інформатика
  - фізичне виховання
  - туризм
  - мистецтво
  - література
  - освіта
  - фізика і математика

Етап ОСО може бути замінений на професійно-технічну чи мистецьку освіту.
Тривалість і організація середньої освіти, аналогічно до початкової, відрізняється в залежності від провінції Аргентини.
| Структура 1-го типу    | Структура 1-го типу    | Структура 2-го типу | Структура 2-го типу    | Вік учнів   |
| ---------------------- | ---------------------- | ------------------- | ---------------------- | ----------- |
| Базовий цикл           | Перший рік навчання    |                     |                        | 12-13 років |
| Базовий цикл           | Другий рік навчання    | Базовий цикл        | Перший рік навчання    | 13-14 років |
| Базовий цикл           | Третій рік навчання    | Базовий цикл        | Другий рік навчання    | 14-15 років |
| Орієнтований цикл      | Четвертий рік навчання | Вищий цикл          | Третій рік навчання    | 15-16 років |
| Орієнтований цикл      | П'ятий рік навчання    | Вищий цикл          | Четвертий рік навчання | 16-17 років |
| Орієнтований цикл      | Шостий рік навчання    | Вищий цикл          | П'ятий рік навчання    | 17-18 років |
| Орієнтований цикл (*). | Сьомий рік навчання    | Вищий цикл (*).     | Шостий рік навчання    | 18-19 років |

(*) лише для деяких спеціалізацій
Для усіх учнів середньої школи є обов'язковими такі предмети:
- рідна мова і література, інші мови (класичні, регіональні, іноземні)
- математика
- гуманітарні науки, зокрема історія, географія, економіка
- природничі науки, зокрема біологія, хімія, фізика
- етичне і громадянське виховання
- фізичне виховання
- технологічна освіта
- мистецька освіта (обов'язкове вивчення як мінімум 2 дисциплін)

Уроки на етапі середньої школи за законом мають займати не менше 25 годин на тиждень. Обов'язкові предмети мають займати не менше 3800 годин навчального часу, решта — не менше 700 годин. Для учнів середньої школи старше 16 років може влаштовуватися навчальна практика на виробництві тривалістю не більше 6 місяців на рік.
У разі, якщо учень середньої школи має незадовільні успіхи у навчанні, його можуть залишити на другий рік для повторного проходження матеріалу.
По завершенні курсу середньої освіти випускник отримує титул бакалавра, якщо пройшов курс ОСО, або техніка, якщо навчався у професійно-технічних закладах.

### Вища освіта

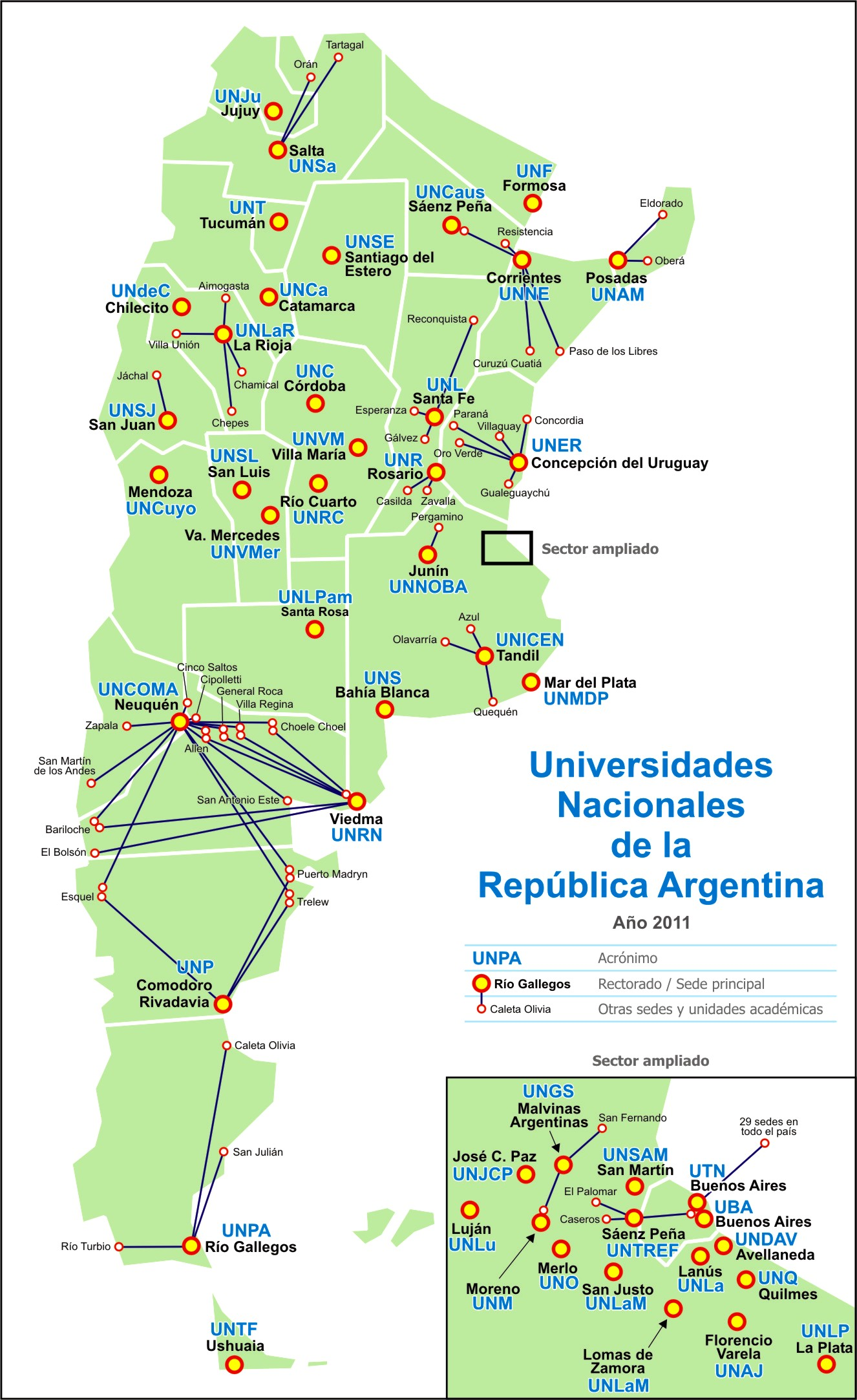
Мапа розташування університетів

Вища освіта в Аргентині поділяється на університетську і неуніверситеську. До неуніверситетської освіти входять вищі професійно-технічні і педагогічні навчальні заклади.
В країні налічується більше 130 університетів, зокрема:
- 53 національних університетів
- 49 приватних університетів
- 7 національних інститутів університетського рівня
- 14 приватних інститутів університетського рівня
- 6 провінційних університетів
- 1 закордонний університет
- 1 міжнародний університет

Найбільший Аргентини — університет у Буенос-Айресі заснований 1821, має 300 000 студентів. Загалом в університетах навчається більше 2 млн осіб (78,6% у державних вишах), тобто 33,8 % від загальної кількості юнаків і дівчат у віці 18-24 років.
Навчання в університетах Аргентини за законом має тривати не менше 4 років і 2600 годин навчального часу. По закінченню навчання випускник може отримати такі титули:
- професор (ісп. Profesorado) для викладачів навчальних закладів після 4-5 років навчання. Має право ставити титул «Prof.» перед іменем.
- ліценціат (ісп. Licenciado) для спеціалістів у певній галузі знань після 4-6 років навчання та захисту дипломної роботи, якщо цього вимагає статут вишу. Відповідає статусу магістра у північноамериканських і європейських університетах. Має право ставити титул «Lic.» перед іменем. Ліценціати можуть мати такі титули в залежності від галузі спеціалізації:
  - адвокат для тих, хто вивчали право 5-6 років. Має право ставити титул «Abog.» перед іменем.
  - медик для тих, хто вивчали медицину понад 6 років. Має право ставити титул «Med.» перед іменем.
  - інженер для тих, хто вивчали інженерні дисципліни понад 6 років. Має право ставити титул «Ing.» перед іменем.
  - архітектор для тих, хто вивчали архітектуру понад 6 років. Має право ставити титул «Arq.» перед іменем.
  - економіст для тих, хто вивчали економічні дисципліни протягом 5 років. Має право ставити титул «Cr.» або «C.P.» перед іменем.
  - стоматолог для тих, хто вивчали стоматологію протягом 5 років. Має право ставити титул «Odont.» перед іменем.
  - промисловий дизайнер для тих, хто вивчали промисловий дизайн протягом 4-5 років. Має право ставити титул «DI» перед іменем.

### Післядипломна освіта
При університетах Аргентини є можливість здобути післядипломну освіту, після чого випускник може отримати титул:
- спеціаліста (ісп. Especialización) — передбачає глибоке володіння фаховою темою
- магістра (ісп. Maestría) — передбачає глибоке володіння дисципліною чи міждисциплінарною галуззю, теоретичний, технологічний і професійний розвиток у дослідженні цієї галузі. Отримання цього титулу передбачає написання індивідуальної магістерської роботи
- доктора (ісп. Doctorado) — передбачає універсально значимий оригінальний вклад у науку чи галузь знань. Цей вклад має міститися в індивідуальній докторській роботі

2014 року післядипломну освіту в Аргентині здобувало 144 152 особи.

## Історія

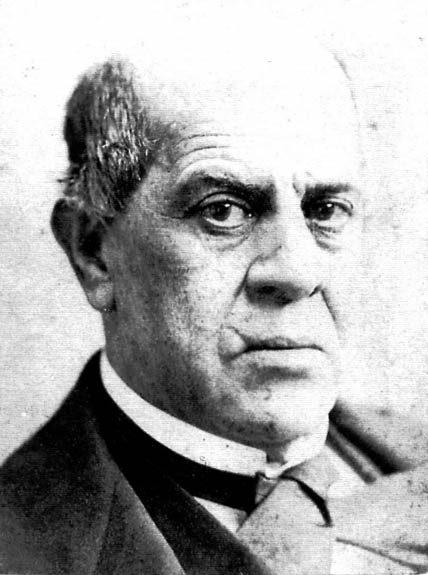
Д. Ф. Сарм'єнто

У колоніальні часи в Аргентині освіта складалася переважно з початкових шкіл при чернечих орденах домініканців, францисканців і єзуїтів.
1613 року єзуїти заснували перший університет у країні — Національний університет Кордови, який мав релігійно-філософську спеціалізацію. Згодом також було відкрито ряд навчальних закладів, які були покликані навчати людей практичнішим дисциплінам.
Формування системи освіти в Аргентині почалося за часів президентства Домінго Фаустіно Сарм'єнто. У ці роки відкривалося багато шкіл, кількість учнів збільшилася удвічі. За приклад бралися системи освіти у США і Європі. Нині в день смерті Сарм'єнто (11 вересня) в Аргентині відзначається день вчителя.
Перший закон про загальну обов'язкову безкоштовну світську освіту було прийнято 1884 року за часів президентства Хуліо Роки. Це викликало значні протести з боку церкви.

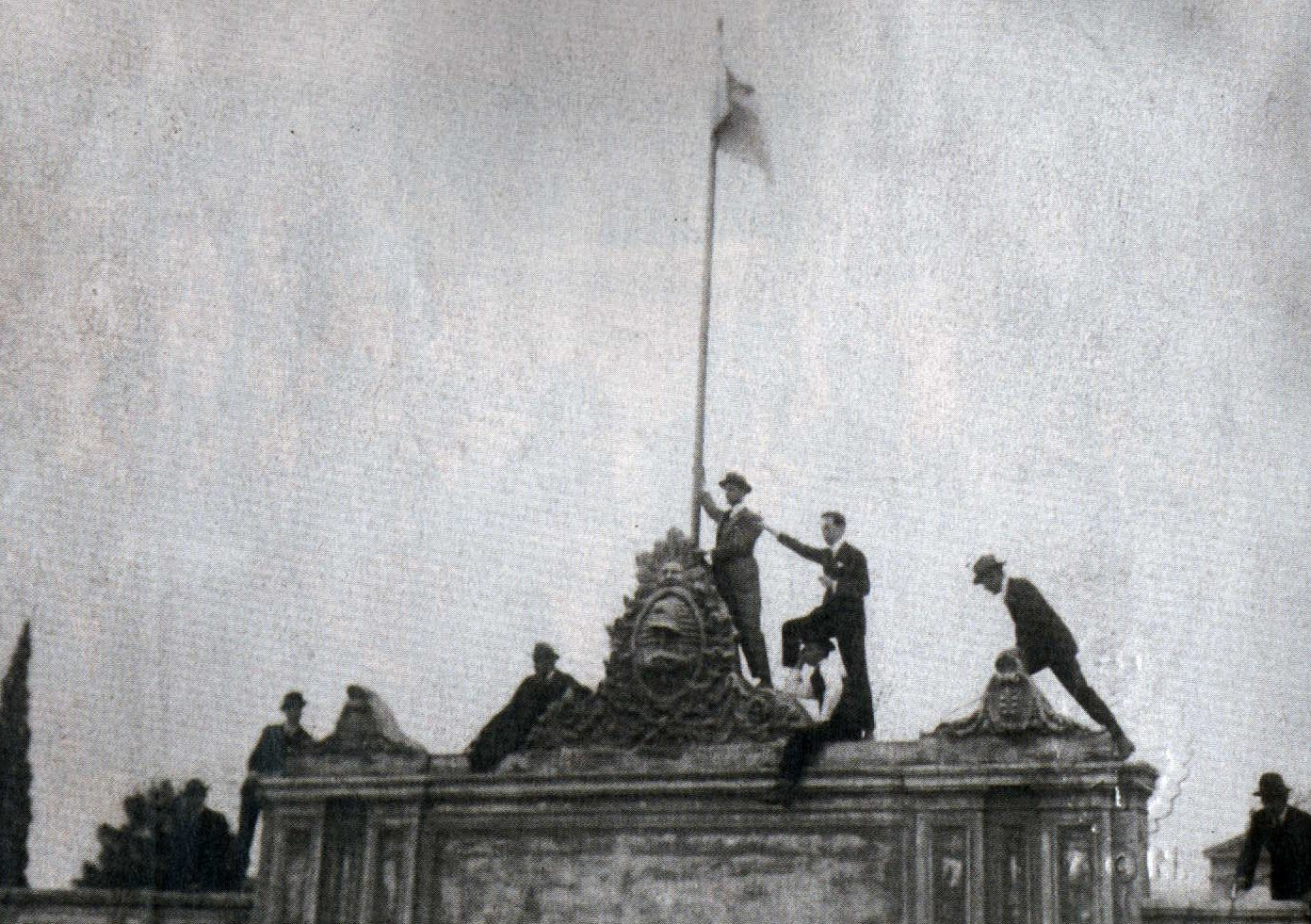
Студенти підіймають прапор Аргентини над НУК під час університетської реформи

1910 року в Аргентині було введено загальнонаціональну шкільну форму у вигляді білого халата.
1918 року з Університету Кордови розпочалася університетська реформа в Аргентині, яка згодом розповсюдилася на увесь континент. Головними принципами реформи були автономія вищих навчальних закладів, самоврядування, наближення їх до суспільства, періодичні публічні акредитації для кафедр тощо.
Релігійну освіту було повернуто до загальних шкіл у грудні 1943 року у часи диктатури Педро Пабло Раміреса. 1954 року Хуан Перон скасував релігійну освіту. Натомість в освітній процес було введено культивування особистості самого Перона і його дружини Евіти.
1955 року, коли Перона було скинуто, усю політичну пропаганду було вилучено з підручників. У 1956—1958 роках було заборонено навіть згадувати про нього у школі.
1993 року після майже століття, коли була обов'язковою лише 7-річна освіта, було прийнято Федеральний закон про освіту, який запроваджував обов'язкову 10-річну освіту (9 років школи і рік дитсадка). У 1990-х роках аргентинська система державної освіти переживала кризу недофінансування. З 2002 року стан публічної освіти поступово покращується.
5 грудня 2006 року в Аргентині було законодавчо проголошено загальне обов'язкове 13-річне навчання дітей віком від 5 до 18 років (12 років школи і рік дитсадка). У грудні 2014 року законом 27045 обов'язкову освіту було подовжено ще на рік за рахунок додавання ще одного року у дитсадку. Таким чином, загальна тривалість освіти склала 14 років (12 років школи і 2 у дошкільному закладі)